# 야금 연구소

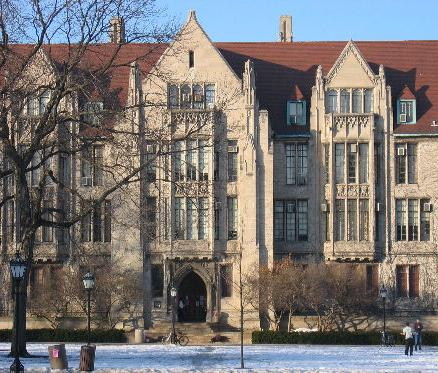
시카고 대학교의 에커트 홀은 야금 프로젝트의 관리 사무소로 사용됐다.

야금 연구소(Metallurgical Laboratory, Met Lab)는 새로 발견된 화학 원소인 플루토늄을 연구하고 사용하기 위해 1942년 2월에 설립된 시카고 대학교의 과학 연구소였다. 플루토늄의 화학과 야금학을 연구하고, 플루토늄을 생산하기 위한 세계 최초의 원자로를 설계했으며, 플루토늄을 다른 원소와 분리하는 화학 공정을 개발했다. 1942년 8월 연구소의 화학 부문은 최초로 무게 측정이 가능한 플루토늄 샘플을 화학적으로 분리했으며, 1942년 12월 2일 야금 연구소는 대학의 오래된 축구 경기장인 스태그 필드를 대표하는 곳에서 건설된 시카고 파일 1 원자로에서 최초의 제어된 핵 연쇄 반응을 만들어냈다.
야금 연구소는 노벨상 수상자이자 시카고 교수인 아서 콤프턴이 이끄는 "Pile" 또는 "X-10" 프로젝트라고도 알려진 야금 프로젝트의 일부로 설립되었다. 이는 제2차 세계대전 중 원자폭탄을 개발하려는 연합군의 노력인 맨해튼 계획의 일부였다. 야금 연구소는 리차드 L. 도안, 사무엘 K. 앨리슨, 조이스 C. 스턴스, 패링턴 다니엘스가 연속적으로 이끌었다. 그곳에서 일한 과학자로는 엔리코 페르미(Enrico Fermi), 제임스 프랑크(James Franck), 유진 위그너(Eugene Wigner), 글렌 T. 시보그(Glenn Seaborg)가 있다. 콤프턴은 1942년 6월에 J. 로버트 오펜하이머에게 폭탄 설계 연구를 맡게 했고, 이는 11월에 별도의 프로젝트 Y가 되었다. 1944년 7월 1일 최고조에 달했을 때 야금 연구소의 직원 수는 2,008명이었다.